# Serenata da GG, Vol. 1
Serenata da GG, Vol. 1 (Ao Vivo) é o segundo álbum ao vivo do cantor e drag queen brasileiro Gloria Groove lançado em 30 de maio de 2024 através da SB Music. Gravado no dia 8 de mesmo mês na cidade do Rio de Janeiro, o projeto é o primeiro do artista voltado ao pagode, contando com canções originais, regravações de suas músicas no estilo e covers de clássicos. Conta com as participações especiais de Alcione, Ferrugem, Belo, Thiago Pantaleão e Gina Garcia, mãe do cantautor.

## Divulgação

### Apresentações ao vivo
A primeira vez que Gloria Groove interpretou "A Loba", foi em 23 de junho de 2024 no Domingão com Huck, da TV Globo. Em 27 de julho, Groove apresentou "Nosso Primeiro Beijo" e "Loba" no Altas Horas, da TV Globo. Em 31 de agosto, Groove apresentou "Nosso Primeiro Beijo", "5 Minutinhos" e "Radar" no Sabadou com Virginia, do SBT.

## Lista de faixas
A produção musical do álbum é assinada por Rafael Castilhol.
| Serenata da GG, Vol. 1 (Ao Vivo) — Edição padrão |                                                |                                                                                  |         |  |
| N.º                                              | Título                                         | Compositor(es)                                                                   | Duração |  |
| 1.                                               | "Loucuras de Amor"                             | Daniel Garcia Jefferson Junior Umberto Tavares                                   | 3:42    |  |
| 2.                                               | "Nosso Primeiro Beijo"                         | Garcia Rodrigo Oliveira Laryssa Loureiro Brunno Cardoso                          | 2:48    |  |
| 3.                                               | "5 Minutinhos"                                 | Garcia Junior Tavares                                                            | 3:05    |  |
| 4.                                               | "A Loba" (com Alcione)                         | Paulinho Rezende Luiz Peralva                                                    | 5:10    |  |
| 5.                                               | "A Tua Voz"                                    | Garcia Pablo Bispo Ruxell Sérgio Santos                                          | 3:55    |  |
| 6.                                               | "Eu Odeio Dia 12"                              | Garcia Laryssa Diego Itallo Wesley Santos Samir Trindade                         | 2:56    |  |
| 7.                                               | "Câmera Frontal" (com Ferrugem)                | Garcia Vinicius Nage Lucas Nage Elizeu Henrique Cleiton Fernandes                | 3:18    |  |
| 8.                                               | "Eu Era Feliz" (com Belo)                      | Garcia Junior Tavares                                                            | 2:59    |  |
| 9.                                               | "O Dom da Vida"                                | Garcia Junior Tavares                                                            | 3:53    |  |
| 10.                                              | "Raio Laser" (com Thiago Pantaleão)            | Garcia Bispo Ruxell Multi Tao Sounds                                             | 2:59    |  |
| 11.                                              | "Meu Anjo" / "Incondicional" (com Gina Garcia) | Gina Junior Tavares Thiago Silva Garcia Alexander Biggs Mitch Kenny              | 4:57    |  |
| 12.                                              | "Você Sempre Será" / "Não Dá pra Resistir"     | Victor Pozas Kara DioGuardi Alexandre Castilho Fredrik Thomander Anders Wikström | 3:55    |  |
| 13.                                              | "Radar"                                        | Bispo Santos Ruxell Arthur Marques                                               | 4:08    |  |
| Duração total:                                   | Duração total:                                 | Duração total:                                                                   | 47:52   |  |

## Turnê

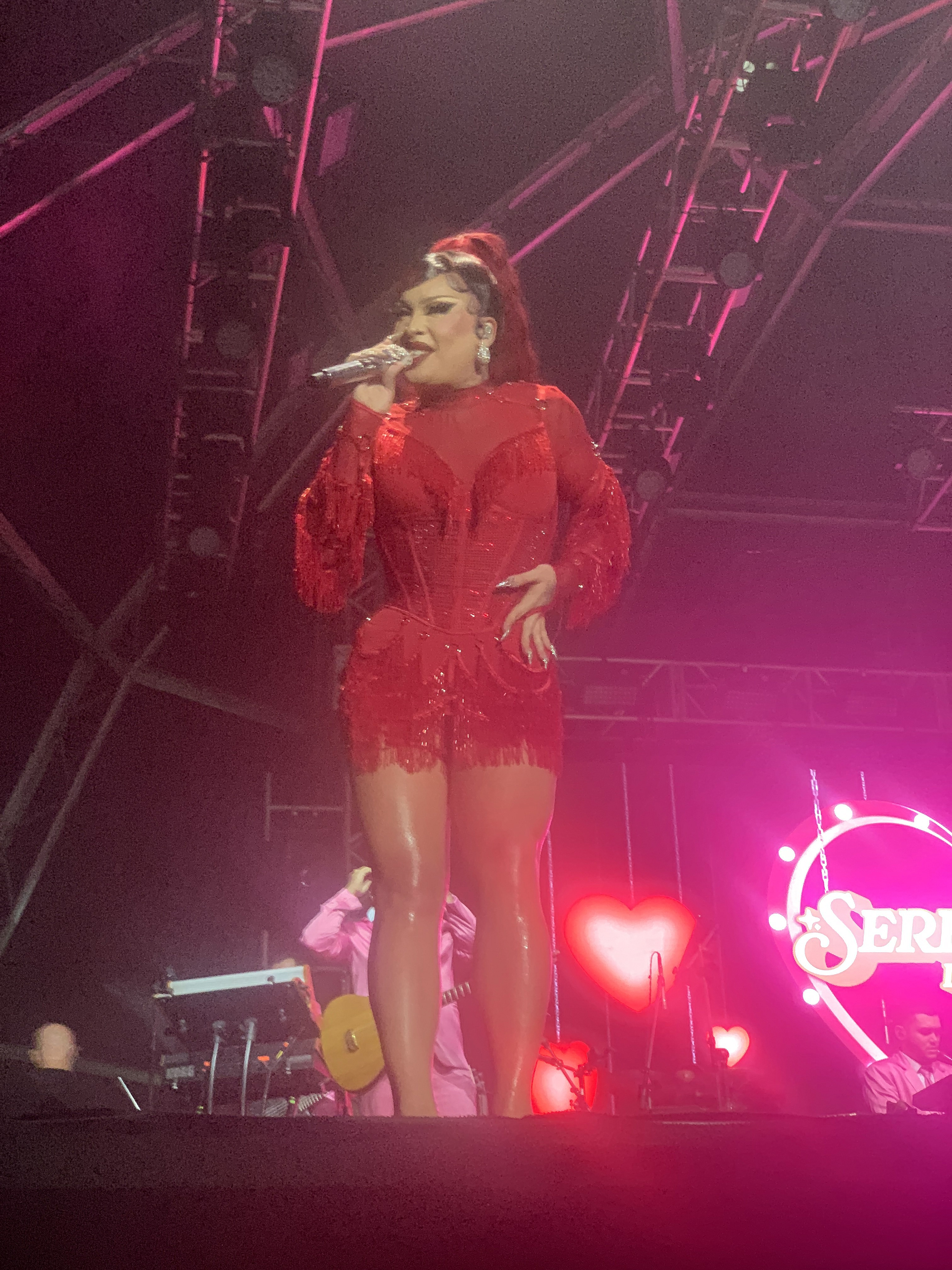
Groove apresentando-se ao vivo em Angra dos Reis com a Turnê Serenata da GG (2024)

Datas
| 19 de outubro de 2024   | São Paulo             | Brasil   | Espaço Unimed                               |
| 23 de novembro de 2024  | Rio de Janeiro        | Brasil   | Espaço Hall                                 |
| 14 de dezembro de 2024  | Belo Horizonte        | Brasil   | Arena Independência                         |
| 29 de dezembro de 2024  | Angra dos Reis        | Brasil   | Praia do Anil                               |
| 10 de janeiro de 2025   | Florianópolis         | Brasil   | Stage Music Park                            |
| 11 de janeiro de 2025   | Rio de Janeiro        | Brasil   | Marina da Glória                            |
| 16 de janeiro de 2025   | Cabo Frio             | Brasil   | Espaço de Eventos de Cabo Frio              |
| 18 de janeiro de 2025   | Xangri-lá             | Brasil   | Privilège Sul                               |
| 19 de janeiro de 2025   | Pelotas               | Brasil   | Área Externa da Associação Rural de Pelotas |
| 25 de janeiro de 2025   | Guarapari             | Brasil   | Multiplace Mais                             |
| 15 de fevereiro de 2025 | Praia Grande          | Brasil   | Kartódromo Municipal de Praia Grande        |
| 28 de fevereiro de 2025 | São Luís              | Brasil   | Avenida Litorânea                           |
| 1 de março de 2025      | Recife                | Brasil   | Marco Zero                                  |
| 2 de março de 2025      | Brasília              | Brasil   | Arena BRB Mané Garrincha                    |
| 3 de março de 2025      | Rio de Janeiro        | Brasil   | Armazém da Utopia                           |
| 4 de março de 2025      | Rio de Janeiro        | Brasil   | Sambódromo da Marquês de Sapucaí            |
| 26 de abril de 2025     | Vinhedo               | Brasil   | Hopi Hari                                   |
| 2 de maio de 2025       | Petrópolis            | Brasil   | Parque de Exposições de Itaipava            |
| 3 de maio de 2025       | Paulínia              | Brasil   | Sambódromo de Paulínia                      |
| 10 de maio de 2025      | Campos dos Goytacazes | Brasil   | Parque de Exposições Agropecuárias          |
| 24 de maio de 2025      | Porto Alegre          | Brasil   | URB Stage                                   |
| 13 de junho de 2025     | São Paulo             | Brasil   | Espaço Unimed                               |
| 18 de junho de 2025     | Rio de Janeiro        | Brasil   | Museu do Amanhã                             |
| 20 de junho de 2025     | Uberaba               | Brasil   | Centro Park                                 |
| 29 de junho de 2025     | São Paulo             | Brasil   | Parque Ibirapuera                           |
| 11 de julho de 2025     | Rio de Janeiro        | Brasil   | Marina da Glória                            |
| 12 de julho de 2025     | Brasília              | Brasil   | Na Praia Parque                             |
| 19 de julho de 2025     | Volta Redonda         | Brasil   | Clube dos Funcionários                      |
| 20 de julho de 2025     | Salvador              | Brasil   | Parque dos Ventos                           |
| 23 de agosto de 2025    | Ribeirão Preto        | Brasil   | Alcans Hall                                 |
| 13 de setembro de 2025  | São Paulo             | Brasil   | Autódromo de Interlagos                     |
| 31 de outubro de 2025   | São João de Meriti    | Brasil   | Via Music Hall                              |
| 1° de novembro de 2025  | Petrópolis            | Brasil   | Parque Municipal Prefeito Paulo Rattes      |
| 7 de novembro de 2025   | Rio de Janeiro        | Brasil   | Espaço Hall                                 |
| 8 de novembro de 2025   | Petrópolis            | Brasil   | Parque Municipal Prefeito Paulo Rattes      |
| 22 de novembro de 2025  | Alto-mar              | Alto-mar | MSC Preziosa                                |

#### Showscancelados
| Data                   | Cidade   | País   | Local | Motivo        |
| ---------------------- | -------- | ------ | ----- | ------------- |
| 8 de fevereiro de 2025 | Salvador | Brasil | —     | Desconhecido. |

## Histórico de lançamento
| Região | Data               | Formato(s)                 | Gravadora | Ref.  |
| ------ | ------------------ | -------------------------- | --------- | ----- |
| Mundo  | 30 de maio de 2024 | Download digital streaming | SB Music  | [ 9 ] |